# Betsy & Mascha Jankowskaja
Betsy & Mascha Jankowskaja (russisch Бэтси и Мария Янковская, englisch Betsy & Masha Yankovskaya) ist ein russisches Gesangs-Duo. Die beiden russischen Bloggerinnen wurden durch die Single Sigma Boy bekannt.

## Hintergrund

### Mitglieder
Betsy (eigentlich Swetlana Tschertischtschewa) aus Sankt Petersburg begann bereits im Alter von fünf Jahren mit dem Videobloggen. Mit Unterstützung ihrer Eltern postete sie ein Video, wie sie Früchte aß und mit einem Spielzeug umging. Als sie älter wurde, begann sie auch Musik aufzunehmen. Ihr Vater Michail Wiktorowitsch Tschertischtschew (russisch Михаи́л Ви́кторович Черти́щев) ist Komponist und schrieb alle ihre Songs. Zusammen mit Marija Jankowskaja aus Moskau veröffentlichte sie am 4. Oktober 2024 die Single Sigma Boy, die durch TikTok weltweit bekannt wurde. Betsy war zum Zeitpunkt des Erfolges 11, Mascha Jankowskaja 12 Jahre alt.

### Sigma Boy
Der Song, der aus einer häufigen Wiederholung des Titels besteht, handelt von einem gutaussehenden Jungen – dem Sigma Boy –, mit dem jedes Mädchen tanzen will. Im Gegensatz zum bekannten Alpha-Mann ist der Sigma-Mann aber eher desinteressiert und eine Art einsamer Wolf. Kritisiert wurde die Bezeichnung Sigma Boy als jugendliche Variante des Sigma-Manns, eines toxischen männlichen Idealbilds, das seit ca. 2021 insbesondere in maskulinistischer Internetkultur und unter neurechten Incels als Meme größere Verbreitung findet. Der Song, der mit einem penetranten Dance-Beat unterlegt ist, wurde von Betsys Vater und dem Rocksänger Mukka (russisch МУ́ККА) geschrieben. Mit dem Stück traten Betsy und Marija Jankowskaja unter anderem beim russischen Kindersender CTC Kids auf. Dort erhielten die Interpretinnen für ihren Song auch eine Auszeichnung.
Auf TikTok wurden Tanzvideos hochgeladen, die zeigen, wie der Sigma Boy umgarnt wird. Auch eigene Texte werden dazu gesungen. Der Song ging zunächst in Russland und trotz des Russisch-Ukrainischen Kriegs auch in der Ukraine viral und eroberte dann auch weltweit die Trendcharts von TikTok und Spotify.